# Tumuk Humak
Tumuk Humak (niz. Toemoek-Hoemakgebergte; por. Serra do Tumucumaque; fra. Monts Tumuc Humac) je planinski lanac u Južnoj Americi, koji se proteže oko 120 km u smjeru istok – zapad u pograničnom području između Brazila na jugu i Surinama i Francuske Gijane na sjeveru. Na jeziku naroda Apalam i Wayana, Tumucumaque znači "planinska stijena koja simbolizira borbu između šamana i duhova". Planinski lanac je vrlo zabačen i gotovo nepristupačan.
I rijeka Maroni i Oyapock izviru u planinama Tumuk Humak. Rijeka Maroni (niz. Marowijne) čini cijelu (spornu) granicu između Surinama i Francuske Gvajane, a Oyapock (por. Oiapoque) veći dio granice između Francuske Gvajane i Brazila.
Planine Tumuk Humak dio su visoravni Tumucumaque u Gvajanskom štitu. Geografski su važne jer tvore granicu između biogeografskog sustava amazonskog bazena i atlantskog obalnog područja Gvajane. Visoravan Tumuk Humak prekrivena je prvenstveno nizinskim i visoravninskim šumama.
Brazilski nacionalni park Tumucumaque nazvan je po planinama Tumuk Humak i obuhvaća dio planinskog lanca u toj zemlji, u državama Pará i Amapá. Osnovan 2002. godine, to je najveći brazilski nacionalni park i najveća zaštićena tropska šuma na svijetu. Tamo se nalazi najviša točka u državi Amapá, koja doseže 701 m/nm.
Francuski film Tumuc Humac (1970.), u režiji Jean-Marieja Périera, nazvan je po planinskom lancu.

## Imenovani vrhovi
- Knopaiamoi